# Кръстю Франгов
Кръстю К. Франгов е български аптекар и революционер от Македония.

## Биография
Роден е в Битоля през 1871 година. Завършва фармация в Цариград през 1904 година. Завръща се в Битоля и открива аптека, наречена „Зора“ – вероятно първата българска аптека в града (1904 г.).
Кръстю Франгов е офицер от българската войска, революционер и околийски началник във Вътрешната македоно-одринска организация. Заради дейността си е преследван и затварян. Заточен е за две години на остров Крит.
Негов син е Михаил Кръстев Франгов, роден през 1908 година в Битоля, който завършва фармация през 1937 г. в Загреб.